# Cobalteisenstein
Cobalteisenstein ist ein brauner, ferrimagnetischer Feststoff, der in der Spinellstruktur kristallisiert. Er ist ein Mitglied der Reihe von festen Lösungen Co3-xFexO4 die alle in einer Spinellstruktur kristallisieren.

## Gewinnung und Darstellung
Cobalteisenstein kann durch Reaktion von Cobalt(II)-hydroxid und Eisenhydroxid dargestellt werden.
{\displaystyle \mathrm {Co(OH)_{2}+2Fe(OH)_{3}\longrightarrow CoFe_{2}O_{4}+4H_{2}O} }
Es kann auch durch Reaktion von Cobalt(II)-chlorid-hexahydrat mit Ammoniumeisen(III)-sulfat oder durch Reaktion von Eisen(III)-chlorid und Cobalt(II)-chlorid mit Natriumhydroxid gewonnen werden.

## Physikalische Eigenschaften
Cobalteisenstein liegt als inverser Spinell vor: Die Sauerstoffanionen bilden eine kubisch dichteste Kugelpackung (ccp). Ein Achtel der Tetraederlücken werden von Eisen(III)-Kationen, je ein Viertel der Oktaederlücken von weiteren Eisen(III)-Kationen und Cobalt(II)-Kationen, besetzt. Die Struktur besitzt die Raumgruppe Fd3m (Raumgruppen-Nr. 227). Aufgrund seiner magnetischen Eigenschaften als nichtleitender Permanentmagnet wurde die Verbindung in den 1930er Jahren in Japan intensiv untersucht, später aber durch das billigere Bariumferrit ersetzt. Es ist auch eine Tieftemperaturmodifikation bekannt.

## Verwendung
Die Verbindung ist ferrimagnetisch und wird durch seine magnetischen Eigenschaften in der Nanotechnologie als Material für hochkapazitive Magnetspeicher verwendet.
Sie wird auch als Katalysator für die Oxidation von Alkenen eingesetzt.